# 10式戰車
10式戰車（日语：／ Hitomaru-shiki sensha）是日本陸上自衛隊最新的主力戰車，也是繼61式、74式和90式後自主設計的第四代國產戰車，開發代號為「TK-X」，由防衛省技術研究本部研發和三菱重工業進行技術驗證和量產。2002年時產出第一輛原型車，2012年正式服役，是目前最先進的主力戰車之一，也是日本第一種搭載C4I系統的主力戰車。
有評論認為，10式戰車並非真正意義上的主力戰車，其設計主要考量應對非對稱戰爭，因此欠缺現代主力戰車具備的厚重裝甲，設計目的還是對步兵提供火力支援，而非攻擊敵軍戰車（反戰車戰）。亦有評論認為，由於10式戰車在設計上沒有原始性創新，且主要戰鬥性能也有一定的缺陷，例如：匿蹤技術與非對稱作戰條件下的生存能力，因此應該定為世界第3.5代主力戰車，而非第四代:11。

## 研製背景與需求
10式戰車源自於冷戰結束，國際形勢發生重大轉變，原先作為假想敵的蘇聯解體後，大規模戰車戰的可能性大減，日本戰車部隊規模也因此跟著縮小。1991年3月31日，日本陸上自衛隊有61式戰車342輛、74式戰車873輛，合計1215輛，而往後一再削減，至10式戰車後來正式服役的2010年時，日本防衛大綱已決定裁減至200輛74式戰車和200輛90式戰車，共計400輛:110。日本選擇研製新一代戰車，而非以現有戰車進行改良有以下理由：
一、波斯灣戰爭的經驗使德國與美國對新一代戰車的研製工作逐漸放緩，轉而選擇改進戰車性能的策略，特別是強化C4I能力、支持城市作戰、針對手持式反戰車武器的側面裝甲等，而從日本的角度來看，90式戰車雖在性能上有著優良的評價，但並無可供改進空間，無論是裝甲還是C4I系統，其升級作業勢必會增加車重，給引擎與變速帶來沈重的負擔，影響操縱性、燃油經濟性、維修性。至於陸自的74式戰車，其車體已老化，換上諸如120公釐滑膛砲等新式裝備不合成本，儘管曾試圖設計出作為改進方案的「74式戰車 G」，但僅改裝4輛樣車便宣告終止:70-71。加上無論是90式戰車還是74式戰車，其總體設計已非常落後，若依舊採用這兩種戰車的設計，新一代主力戰車將不具備應對未來戰爭需要的全方面綜合作戰能力:442。
二、日本防衛廳技術部門經對歐美國家裝備的3.5代戰車考察後，發現與日本現役主力的90式戰車相比，歐美戰車的車身重量都重了6至12公噸，若想直接從海外引進這些戰車新技術，且又需沿用現有戰車的設計到下一代上，將無法兼容於日本自主研製的C4I系統，兩者之間存在很多接口兼容性等一系列複雜而難以克服的技術問題，如此一來日本必須要徹底拋棄當前戰車的設計與技術:442。此外，日本可透過研製新式戰車來保持未來20年本國的戰車研究技術和人力儲備:71。
基於上述，防衛廳於2001年決定研發下一代戰車，代號「TK-X」，由技術研究本部負責技術開發和設計工作，主承包商則為三菱重工，由其負責原型車試制和後續的量產:201:442。日本於2008年公佈了新式戰車的戰術需求應滿足下列條件：
- 一、整車重量40噸，與74式戰車相當，配備120公釐滑膛砲，全車尺寸略小於90式，但性能不低於此。
- 二、採用外掛模組化裝甲。
- 三、應用各種感測器融合和C4I技術。
- 四、採用無段變速系統和主動式懸吊裝置[9]，預計將以新戰車取代74式戰車[11][12]，並與90式戰車一起服役[5]。

## 設計

### 火力

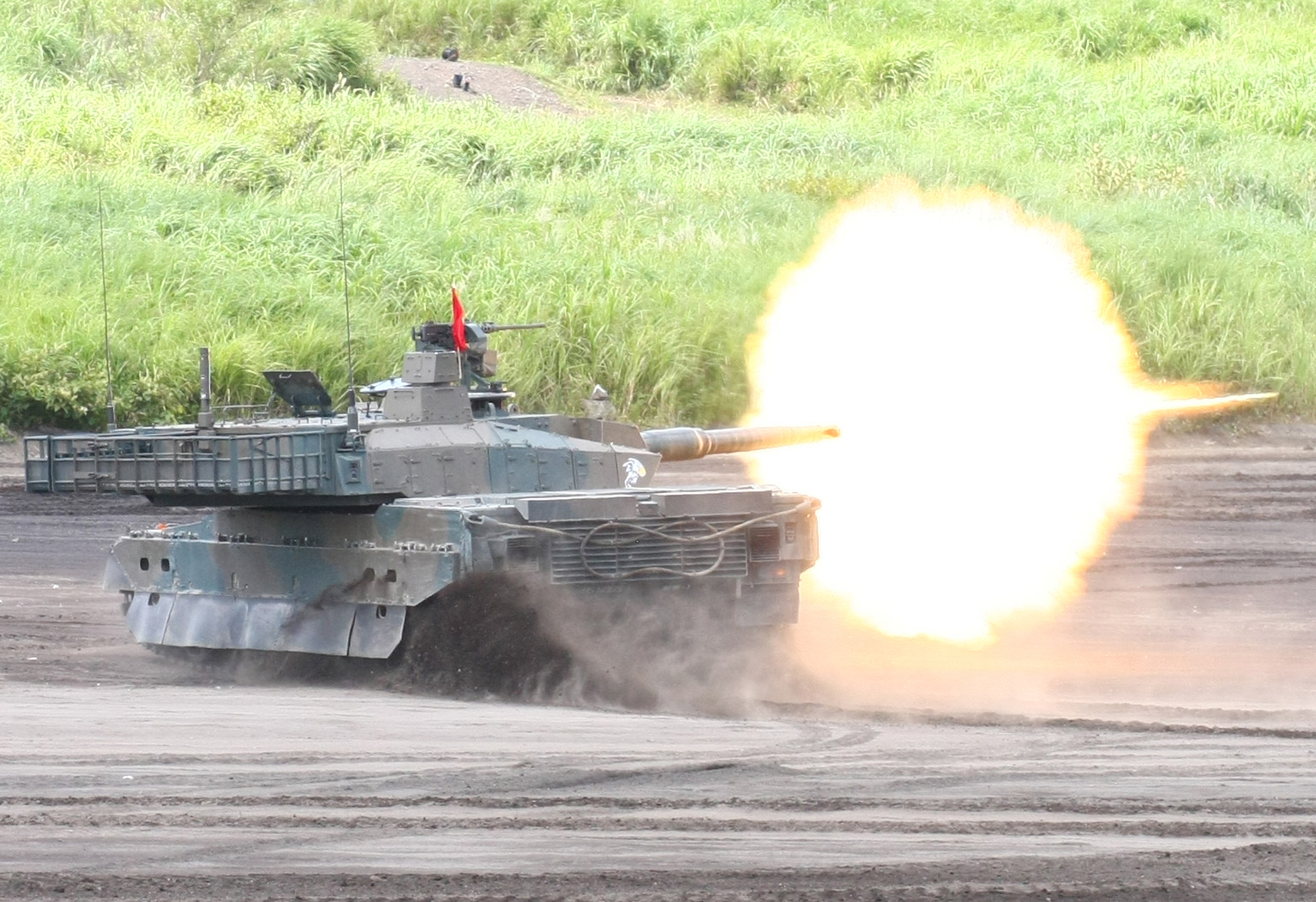
於2012年上射擊的10式戰車。

儘管外觀相差無幾，10式戰車不同於90式戰車裝備的德國莱茵金属授權生產的120公釐44倍徑滑膛砲，其採用的是日本製鋼所研製的新型國產120公釐44倍徑滑膛砲——10式戰車砲，並使用增強型裝藥和強化型彈芯:23。10式戰車主砲和穿甲彈的研製工作早在1996至2000年之間便以「未來的火砲、彈藥研究」（将来火砲・弾薬の研究）為名的子項目進行，參與單位除日本製鋼所外還包括了大金工業，其特點是輕量化、高膛壓，特殊的閉鎖機構和砲口制退器以進一步降低後座力，砲身也以電渣重溶、身管自緊、內膛鍍鉻等先進技術製成，也有著較厚的防熱隔層，不僅可發射新式的10式尾翼穩定脫殼穿甲彈，也能沿用90式戰車的砲彈:443-444，由於膛壓較高，其穿透力較90式戰車為強，若發射JM33鎢合金尾翼穩定脫殼穿甲彈可在2000米距離擊穿548公釐均質裝甲:202。
因為10式戰車將配備與90式戰車相同作戰能力的主砲（口徑與倍徑相同），若車身重量較後者為輕，戰車開砲時引發的後座力將難以控制，也因此無法保障其射擊精度，因此日本技術人員引進主動式懸吊裝置因應開火時車身的震盪:71，在防衛省公開的10式原型車影片中，該車在發射砲彈後控制車身動搖的時間比90式戰車短的多:444。另外，10式戰車雖裝備44倍徑（5280公釐）的主砲，卻也保留了改裝55倍徑（6600公釐）砲的空間，之所以不加採用是因為日本方面認為過長的砲管將導致穿甲彈發生章動，進而影響命中率，就算命中目標也會因為彈芯飛行不穩而降低穿透力，過長的砲管也可能折損使用壽命:73，加之55倍徑砲威力也僅高於44倍徑砲7％，並非必要需求:24。
裝彈方面，10式戰車與90式戰車一樣配有自動裝彈機，並與後者採同樣的帶式供彈方式，但有所改進，得以在主砲達到一定仰角時仍能照常供彈:24。不過10式戰車的自動裝彈機的供彈量降為14發，比90式戰車少了4發。其他砲彈還存放於砲手座位後方2發、車體內部6發、車體後部彈艙14發，共計36發:202。輔助武器則為一挺住友74式7.62公釐車載機槍作為同軸機槍，一挺12.7公釐M2重機槍，後者不同於74式戰車與90式戰車將機槍設置於砲塔中央，10式戰車將其裝載於車長指揮塔艙口的環形導軌上，實際上成了車長專用機槍:24，其位置較高，可進行360度全方位射擊:444，但因為車長需要探出身體操作，操作安全性上不是很高:202。

### 防護力
10式戰車採用車體佈局為車前左方駕駛座和主砲彈藥庫、中部為容納砲塔環的戰鬥室、後部則為引擎、變速箱、冷卻系統的機械室，車身和砲塔為全焊接結構的軋壓均質裝甲，車體前方和砲塔前方和側面均由模組化裝甲包覆。有別於90式戰車垂直砲塔的構造，10式戰車的砲塔用的是傾斜的多面體外型，使其側面更接近德國豹2A5型主力戰車。
10式戰車在無附加裝甲的狀態下為40噸，基本戰鬥全重為44噸，最大增強裝甲後可達48噸:446，其裝載的模組化陶瓷複合裝甲為繼90式戰車後，日本技術人員經過20年重新開發的產品，通過使用奈米技術、石墨纖維和陶瓷特種材料，使10式戰車能以僅70％的裝甲重量達到與90式戰車相同的防護力:73，而全車重量更降低了12％:445。不同於90式戰車採用的內部模組化複合裝甲，10式戰車採用的是外部式，可根據威脅程度加掛裝甲，不僅便於改進防護，也有利於維修。10式戰車之所以不採用爆炸反應裝甲或類似於韓國陸軍K-2主力戰車的反戰車火箭主動防禦系統，是因為日方認為這類殺傷性防護措施在爆炸時飛散的破片會傷及周圍的人員、車輛和油料，不利於與城市的步兵共同作戰:26:73。另外，10式戰車還與90式戰車一樣，於砲塔後方設置一座「砲塔圍欄」，作為裝甲的一部分，罩在引擎室上方，可抵禦反戰車火箭筒對砲塔後部或是來自上方、針對引擎的攻擊:25。
10式戰車全車具核生化防護能力、自動滅火裝置，砲塔前方左右兩側配備共8管的煙幕彈發射器，也和90式戰車一樣具備雷射探測裝置（位於砲塔四個位置，可覆蓋所有方向:20），在戰車被雷射瞄準後即會自動啟用，以降低被半自動雷射導引的反坦克导弹擊中的可能性，與90式相比，在紅外信號匿蹤性上得到了相當大的提升:446。此外，10式在車體側面和鋼製防護網下方也安裝了由橡膠製成的防護網，以增進其匿蹤性能:446。

### 機動性

#### 戰術機動性

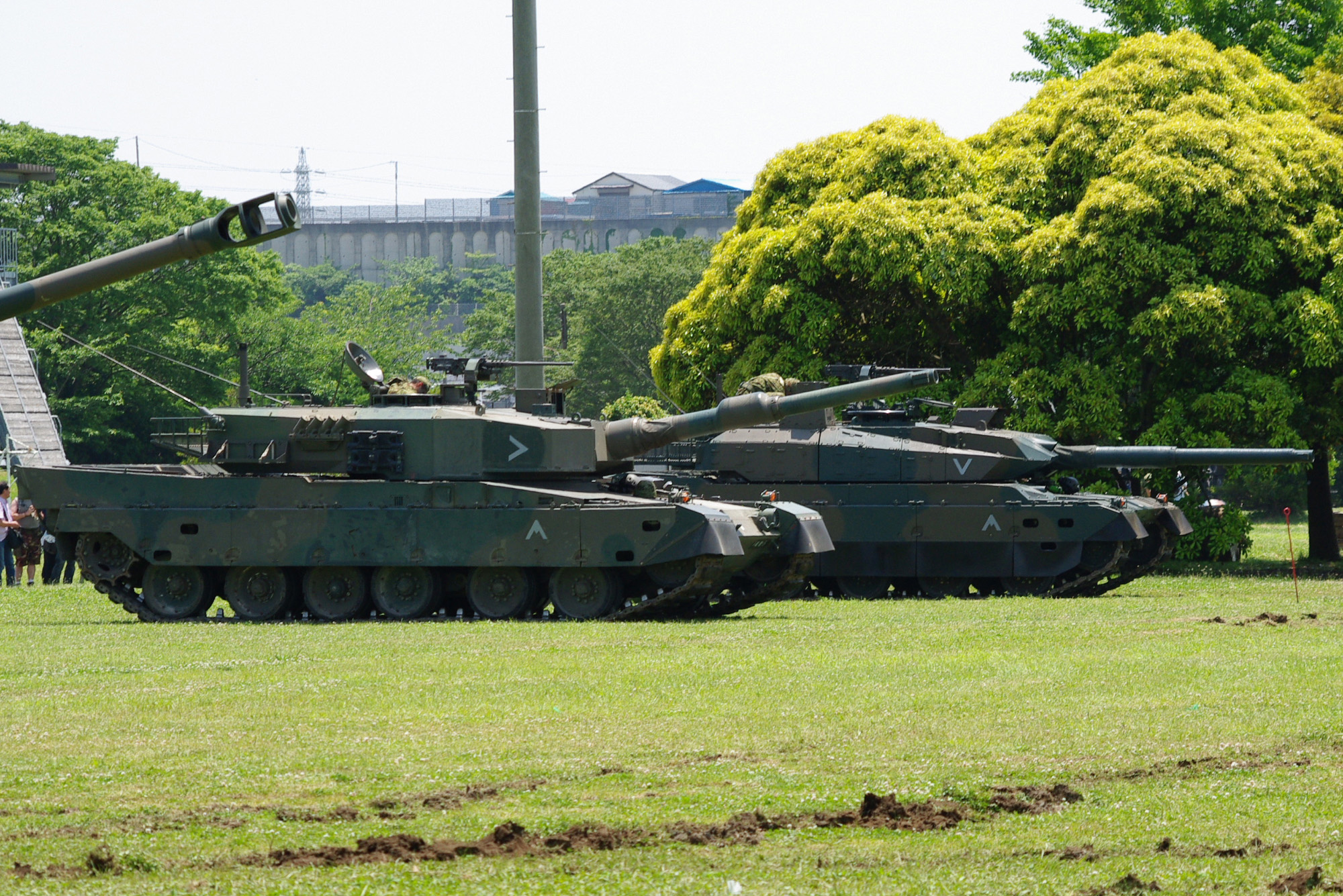
與90式（左）並列展出的10式，前者為六個負重輪，後者僅有五個，且為搭配無段變速箱和減少動力傳遞損失而採用了新式履帶。

2005年10月25日，日本防衛省技術研究總部公佈了名為《外部評估委員會評估結果概要》（外部評価委員会　評価結果の概要）的報告，指出新式戰車的動力裝置與現役的90式戰車基本相同，或具有更強大的機動性能。當時試作的原型車主要的測試項目為動力系統中的柴油引擎、冷卻裝置和變速裝置，即水冷式4行程柴油引擎、可變油噴嘴排氣渦輪增壓裝置、電子控制型組合噴射器以及90度V型8汽缸四項試驗產品:446。
相較於74式戰車的V型10汽缸2行程氣冷式柴油引擎和90式戰車的V型10汽缸2行程水冷式柴油引擎，10式戰車採用的是更小型、更輕量化的V型8汽缸4行程水冷式柴油引擎:25，其汽缸頂部採用陶瓷，具有功率大、副件少與結構緊湊等特點:25，也較此前設計提高了動力系統燃油效率和降低黑煙排放，其最大輸出功率為1200馬力（2300轉/分時），推重比為每公噸27馬力，較90式戰車來得低，後者引擎最大出力為1500馬力，車重50噸，推重比每公噸30馬力:447。除此之外，10式戰車有著較90式戰車更低的燃油消耗量，其攜帶的燃料也自90式戰車的1100升降為880升，其省下的多餘空間更有助於戰車的小型化和輕量化:447。在公路上，10式戰車的最高行進速度可達時速70公里，與90式戰車相等，但其倒車行駛時也保有70公里的速度，而90式戰車就僅有50公里，10式戰車的迴轉空間半徑僅為90式戰車的一半:447，越野能力也較後者為高:13。
變速器方面，10式戰車採用油壓無段變速箱，是世界上第一種將其引用於主力戰車者，得以在不受引擎轉速影響下任意設定、變更輸出軸的轉速，使傳遞至主動輪的功率在採用同等功率引擎情況下得到提高，這也使10式戰車雖然引擎功率比90式戰車低，但真正傳遞到主動輪上的功率反而比後者來得高:26。另外為搭配無段變速系統和降低，10式採用新開發的雙銷式履帶，寬度為580公釐，比90式戰車的620公釐還要窄:26，其五對負重輪也較90式戰車的六對少，這點被認為是為了降低重量、生產成本以及奇數負重輪較偶數者有助於過彎。懸吊裝置方面，10式戰車採用和74式戰車相同的系統，油氣壓主動式懸吊裝置，車身可前後左右上下作動:447，並有助於控制主砲發射後引起的後座力:444。10式戰車車身左後方還設有輔助動力系統，作為用於車上大量電器設備的電源，也有助於降低戰車燃油的消耗。主力戰車裝設輔助動力系統是目前較新的設計趨勢，如美軍M1艾布蘭主力戰車和改進型號M1A1為外裝型輔助動力系統，至M1A2 SEP則改為內藏式，而豹2戰車要到A7+的型號才有此裝置。
10式戰車的駕駛席位置與90式戰車相同，操縱桿類似於摩托車的車把式手柄，加速、剎車等操作皆不需要使用踏板。在關閉艙門的情況下，戰車乘員可透過艙門附近的三個潛望鏡觀察外部情況，車體前部與後部中央還裝有2組攝影機和夜視裝置，助於駕駛前行和倒車:69。

#### 戰略機動性

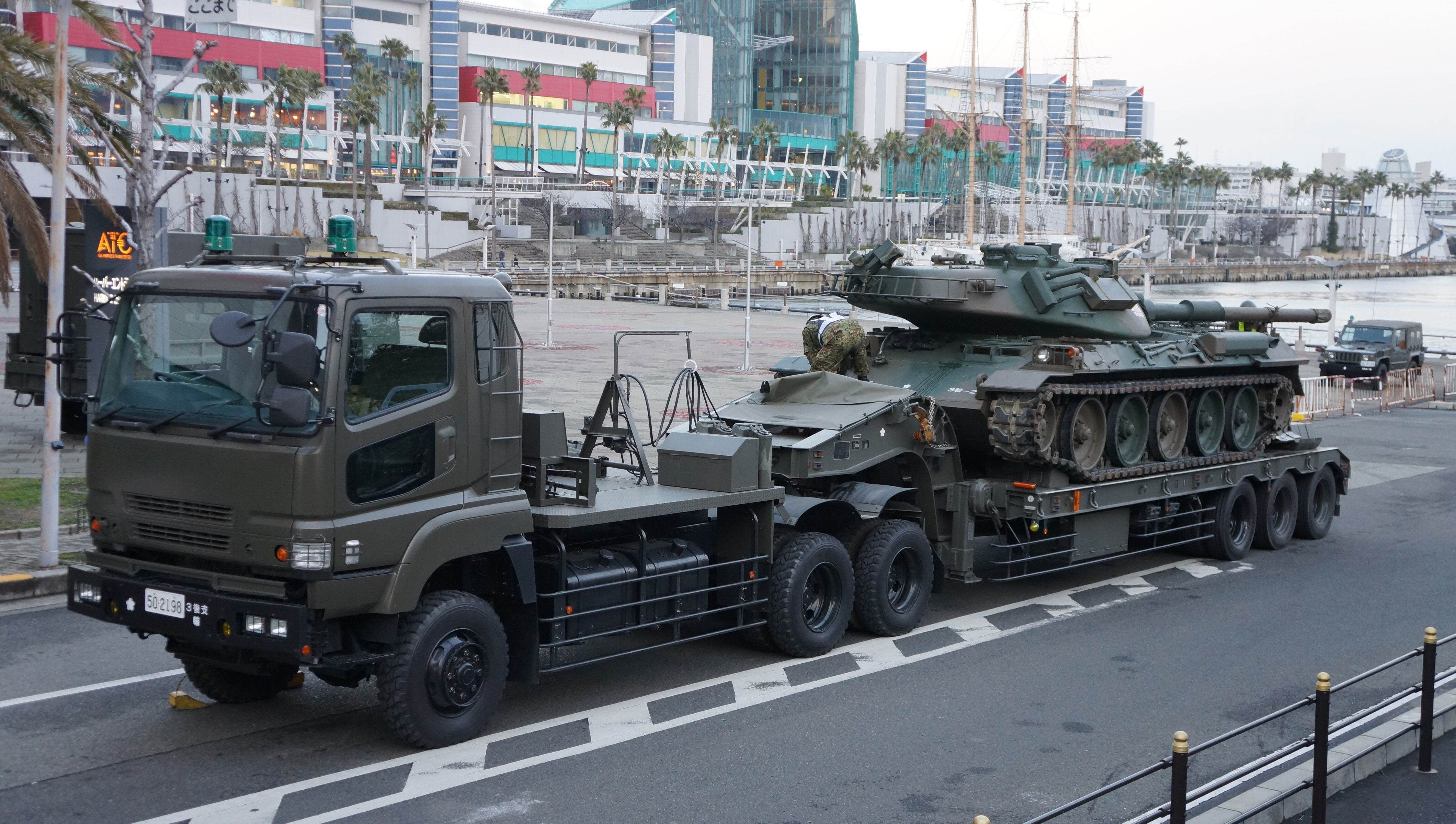
正在運送74式戰車的，該車最大載重量為40噸，10式可卸除4噸重的模組化裝甲以符合其載重。

10式戰車的最大特徵為其44噸的車重，較一般的第三代戰車低10噸以上，而若與美國的M1A型與M1A2 SEP型相比更是差了20噸。此前的90式戰車已較西方國家的主力戰車輕10噸，但即便是如此重量在日本也是超出城市道路的限制，按照日本道路交通法規定，90式戰車若要進行長距離移動，需以平板拖車將砲塔和車身分別運送，到達目的地後再以戰車回收車於野戰條件下組裝，基本上很難在北海道以外的地方裝備和自由運用:72。
10式戰車則藉由裝甲材質、動力裝置和整體設計的改良，減少了大約6噸的總重，使其能佈署於本州、四國和九州等地，並不會對道路造成損壞，也能透過鐵路運輸。在道路運輸上，10式戰車可採取和90式戰車相同，透過特大型搬運車（載重50噸），也能在卸除4噸重的模組化裝甲的情況下，同74式戰車以73式特大型雙輪拖車（載重40噸）運送，然而這些裝甲模組數量多，重量大，單憑人力完成裝卸和運輸頗為困難，需要吊車協助作業，另外模組裝甲卸除後如何將其運輸和保管又成新的問題，在戰車中隊中能肩負此任務的3噸卡車數量並不充足，其本身任務也同樣繁重:24-25。
根據防衛省一份2010年4月的報告指出，日本全國主要橋樑17920座中，44噸的10式戰車的橋樑通過率為84％，50噸的90式戰車則降到了65％，而60噸級的非日本主力戰車則僅有40％:9。

### C4I系統
10式戰車是日本第一種裝載C4I設備的戰車:73。所謂的C4I為指揮（Command）、控制（Control）、通信（Communications）、電腦（Computers）和情報（Intelligence），裝備於戰車上可使其與多輛戰車進行情報傳遞，達成情報共享和資訊的指揮與控制功能:448。10式戰車裝載的是移動式戰術級野外作戰型C4I系統，即由日本東芝公司研製、於2007年開始採用的「戰車基層聯隊指揮控制系統」（戦車基幹連隊指揮統制システム）:449。這套系統與聯隊或大隊指揮中心設置的中央處理裝置聯動，可由聯隊、大隊、中隊指揮中心使用筆記型電腦作為終端使用，中隊以下單位則能透過便攜式情報終端的功信設備連接:449。透過這些終端，中隊可隨時保持與上一級作戰指揮中心的聯繫，能迅速傳達當前戰術狀況和上級作戰意圖。另外也有資料指出，未來10式戰車的C4I系統得以從反戰車直昇機部隊的OH-1偵查直昇機和AH-64D武裝直昇機獲取情報，更進一步即時取得戰場環境資訊:115。

## 生產與服役

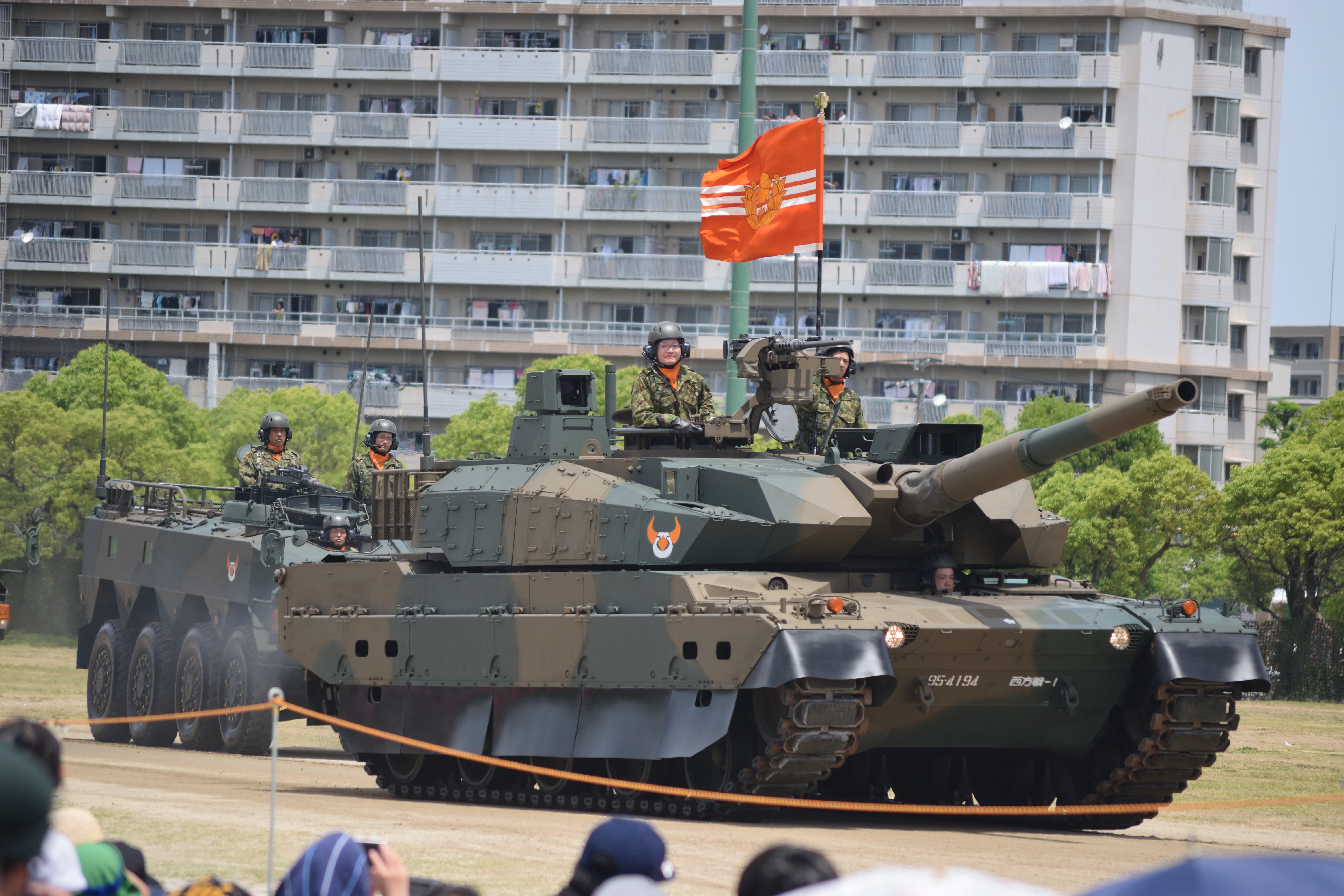
參加第4師團創立61週年活動的西部方面隊所屬10式戰車。

2002年，10式戰車正式進入開發階段。2008年2月13日，日本防衛省技術研究總部下屬的陸上自衛隊裝備研究所正式方面公開報導10式戰車原型車，包括公佈性能諸元、砲塔內部照片、行進、實彈射擊等影像。2009年年底，10式戰車開發階段結束。2010年6月14日，陸上自衛隊富士學校公開進行10式戰車原型車發布會:442-443。
日本最初的2010年預算採購案計畫第一批次首先購買58輛10式戰車，並分作2011年至2014年進行採購，平均每年14.5輛:449。然而由於日本政權更易，新政府將重新制定防衛大綱和中期防衛力量配置計畫，進而導致第一批次的採購計畫遭到中止，最終僅訂購了13輛10式戰車，總建造成本為124億日元:449。至2015年初，日本已生產了66輛10式戰車。
下列單位裝備或保有10式戰車：
- 陸上自衛隊富士學校所屬富士教導團戰車教導隊第1戰車中隊，駐靜岡縣駒門駐屯地[20]。戰車教導隊於2012年3月起開始配置10式[21]:395。
- 陸上自衛隊武器學校[11]。

- 北部方面隊第2師團第2戰車聯隊第4中隊[22]，駐北海道上富良野駐屯地。
- 北部方面隊第7師團第71戰車聯隊第1中隊：10輛（2017年3月）[23]，駐北海道北千歲駐屯地。

- 東部方面隊第1師團第1戰車大隊，駐靜岡縣駒門駐屯地[24]，於2012年12月起開始配置10式[21]:307。2013年3月11日，第1戰車大隊的10式戰車於東富士演習場進行服役以來首次的實彈射擊訓練[21]:308。

- 西部方面隊西部方面戰車隊[25]。

有些媒體評論10式戰車是日本近期推行海外用兵所研製的產物，指若以介入海外高度危險的非常規戰場，可能面臨諸如路邊炸彈和火箭推進榴彈等武器的威脅，單憑輕型輪式車輛無力應對，而現役的90式戰車又過於笨重不便運輸，因此重量輕、火力更強、資訊化作戰能力高、更適合與美軍於海外聯合作戰的10式戰車是更佳的選擇:13。除此之外，由於日本在2014年4月對「武器出口三原則」解禁:13，使10式戰車成了日本史上第一種可能出口的戰車，但就性能面上能勝過服役時間長、久經考驗的豹2型坦克與M1艾布蘭主力戰車的優勢不多，在海外成功推廣的可能性極低，這也決定了日本日後是否繼續投入巨額經費研發國產戰車。
| 年份 | 2010 | 2011  | 2012  | 2013  | 2014 | 2015 | 2016 | 2017 | 2018 | 2019 | 2020  | 2021 | 2022 | 2023 | 2024  | 2025  | 合計 |
| ---- | ---- | ----- | ----- | ----- | ---- | ---- | ---- | ---- | ---- | ---- | ----- | ---- | ---- | ---- | ----- | ----- | ---- |
| 輛數 | 13   | 13:75 | 13:65 | 14:75 | 13   | 10:2 | 6:2  | 6:2  | 5:2  | 6    | 12:49 | 0:49 | 6:47 | 9:1  | 10:23 | 12:24 | 148  |

## 衍生車型
10式戰車的底盤被用於製造了11式裝甲搶修車，其回收性能估計在78式戰車回收車之上，90式戰車回收車之下:251-252，是目前10式戰車唯一的衍生車型。

## 歷代日本主力戰車比較
|                  | 10式戰車                                                     | 90式戰車                             | 74式戰車                          | 61式戰車                          |
| ---------------- | ------------------------------------------------------------ | ------------------------------------ | --------------------------------- | --------------------------------- |
| 重量             | 約44噸                                                       | 約50噸                               | 約38噸                            | 約35噸                            |
| 全長             | 9.42公尺                                                     | 9.80公尺                             | 9.41公尺                          | 8.19公尺                          |
| 全寬             | 3.24公尺                                                     | 3.40公尺                             | 3.18公尺                          | 2.49公尺                          |
| 全高             | 2.30公尺                                                     | 2.30公尺                             | 2.25公尺                          | 2.49公尺                          |
| 主砲             | 120公釐44倍徑滑膛砲                                          | 120公釐44倍徑滑膛砲                  | 105公釐51倍徑線膛砲               | 90公釐52倍徑線膛砲                |
| 裝甲             | 複合裝甲（正面主要部份）                                     | 複合裝甲（正面主要部份）             | 鑄造鋼（砲塔） 壓延防彈鋼（車身） | 鑄造鋼（砲塔） 壓延防彈鋼（車身） |
| 引擎             | 水冷式4行程V型8汽缸柴油引擎                                  | 水冷式2行程V型10汽缸柴油引擎         | 氣冷式2行程V型10汽缸柴油引擎      | 氣冷式4行程V型12汽缸柴油引擎      |
| 最高速度         | 時速70公里                                                   | 時速70公里                           | 時速53公里                        | 時速45公里                        |
| 引擎最大輸出功率 | 1200馬力（2300轉/分時）                                      | 1500馬力（2400轉/分時）              | 720馬力（2200轉/分時）            | 570馬力（2100轉/分時）            |
| 懸吊系統         | 油氣壓式                                                     | 油氣壓扭力桿混合式                   | 油氣壓式                          | 扭力桿                            |
| 乘坐人數         | 3名                                                          | 3名                                  | 4名                               | 4名                               |
| 裝填方式         | 自動                                                         | 自動                                 | 手動                              | 手動                              |
| C4I              | 有                                                           | 無                                   | 無                                | 無                                |
| 製造成本         | 9.5億日元（2010年） 16.8億日幣（2024年） 研發總費用484億日元 | 8億日元（2009年） 11億日幣（1990年） | 3.5至4億日元                      | 約1億日幣                         |
| 資料來源：:439   |                                                              |                                      |                                   |                                   |

## 註解
1. ↑  之所以放棄2行程柴油引擎，一個原因是其搭配的冷卻設備體積過大，再將其小型化和改善耗油效率方面存在困難所致[15]:68。

## 資料來源
1. 1 2 3 4 5 6 7 8 9 10 11 12 13 14 15 16 17 18 19 20 21 22 23 24 25 26 27 28 29 30 31 32 33 34 35 36 37 38 39 40 41 42 43  曹曉光. . 北京: 清华大学出版社. 2014. ISBN 9787302362357 （中文）.
2. ↑  . 陸自調査団.   [2019-05-26]. （原始内容存档于2019-05-26） （日语）.
3. 1 2 3 4 5  周明; 李巍. . 上海社会科学院出版社. 2015. ISBN 978-7-5520-0974-3 （中文）.
4. ↑  . jp-swat.com.   [2021-06-08]. （原始内容存档于2021-06-08） （日语）.
5. 1 2 3 4 5  . www.military-today.com.   [2019-05-28]. （原始内容存档于2019-05-28） （英语）.
6. 1 2 3 4 5 6  . eaglet.skr.jp.   [2019-05-26]. （原始内容存档于2019-05-26） （日语）.
7. 1 2 3 4  王軍良. . 国外坦克. 2015, (2) （中文）.
8. 1 2  菊池征男. . 東京: イカロス出版. 2017. ISBN 9784802203395 （日语）.
9. 1 2 3 4 5 6 7 8 9  軍鷹. . 兵器知识. 2013, (10). ISSN 1000-4912 （中文）.
10. 1 2  一戸崇雄. . www.hyperdouraku.com. 2011-06-26  [2019-05-26]. （原始内容存档于2019-05-26） （日语）.
11. 1 2 3 4 5 6  . combat1.sakura.ne.jp.   [2019-05-28]. （原始内容存档于2019-05-28） （日语）.
12. 1 2  . www.armyrecognition.com. 2018-12-08  [2019-05-28]. （原始内容存档于2019-05-28） （英语）.
13. 1 2 3 4 5 6 7 8  劉立明. . 国外坦克. 2010, (12) （中文）.
14. 1 2 3 4  劉立明. . 国外坦克. 2016, (7) （中文）.
15. 1 2  彭博. . 兵工科技. 2016, (20). ISSN 1672-4054 （中文）.
16. ↑   (PDF). www.kantei.go.jp. 防衛省. 2010-04  [2019-05-29]. （原始内容存档 (PDF)于2019-05-30） （日语）.
17. ↑  清谷信一. . 東京: 三修社. 2011-05-10. ISBN 978-4-384-04410-2 （日语）.
18. 1 2  . TankNutDave.com.   [2019-05-28]. （原始内容存档于2019-05-28） （英语）.
19. 1 2  . www.militaryfactory.com.   [2019-05-28]. （原始内容存档于2019-05-28） （英语）.
20. ↑  . www.boueinews.com. 2019-04-01  [2019-05-28]. （原始内容存档于2019-05-28） （日语）.
21. 1 2 3  曹晓光. . 北京: 航空工业出版社. 2015. ISBN 978-7-5165-0720-9 （中文）.
22. ↑  . www.mod.go.jp.   [2019-05-28]. （原始内容存档于2019-05-28） （日语）.
23. ↑  . www.tomamin.co.jp. 苫小牧民報社. 2017-05-24  [2019-05-28]. （原始内容存档于2019-05-28） （日语）.
24. ↑  . www.mod.go.jp.   [2019-05-28]. （原始内容存档于2013-05-25） （日语）.
25. ↑  . www.oita-press.co.jp. 大分合同新聞. 2018-03-28  [2019-05-28]. （原始内容存档于2018-03-29） （日语）.
26. ↑  . news.sina.com.cn. 信息时报.   [2019-05-28]. （原始内容存档于2019-05-28） （中文）.
27. ↑  . japanese.china.org.cn. 2016-10-13  [2019-05-26]. （原始内容存档于2019-05-26） （日语）.
28. ↑  . 防衛装備庁. （原始内容存档于2020-07-20） （日语）.
29. ↑  岡留康文; 今井和昌. . 立法と調査 (参議院事務局企画調整室). 2011-02, (313) （日语）.
30. ↑  今井和昌; 高藤奈央子. . 立法と調査 (参議院事務局企画調整室). 2012-02, (325) （日语）.
31. ↑  沓脱和人; 今井和昌. . 立法と調査 (参議院事務局企画調整室). 2013-03, (338) （日语）.
32. ↑   (PDF). www.mod.go.jp. 防衛装備庁.   [2020-03-28]. （原始内容存档 (PDF)于2020-08-03） （日语）.
33. ↑   (PDF). www.mod.go.jp. 防衛装備庁.   [2020-03-28]. （原始内容存档 (PDF)于2020-02-14） （日语）.
34. ↑   (PDF). www.mod.go.jp. 防衛装備庁.   [2020-03-28]. （原始内容存档 (PDF)于2020-08-03） （日语）.
35. ↑   (PDF). www.mod.go.jp. 防衛装備庁.   [2020-03-28]. （原始内容存档 (PDF)于2020-02-14） （日语）.
36. ↑   (PDF). 防衛省. 2019-03-27  [2019-03-30]. （原始内容 (PDF)存档于2019-03-30）.
37. ↑   (PDF). 防衛省 予算等の概要.   [2019-12-20]. （原始内容存档 (PDF)于2020-04-06） （日语）.
38. ↑   (PDF). 防衛省 予算等の概要.   [2020-09-30]. （原始内容存档于2021-02-19） （日语）.
39. ↑   (PDF). 防衛省 予算等の概要.   [2021-08-31]. （原始内容存档 (PDF)于2022-04-21） （日语）.
40. ↑   (PDF). 防衛省. 2022-12  [2024-06-28]. （原始内容存档 (PDF)于2024-06-28） （日语）.
41. ↑   (PDF). 防衛省. mod.go.jp. 2023-08  [2024-04-27]. （原始内容存档 (PDF)于2024-04-05） （日语）.
42. ↑  {{Cite web|title=令和7年度概算要求の概要|url=https://www.mod.go.jp/j/budget/yosan_gaiyo/index.html%7Caccess-date=2024-12-27%7Cauthor=%7Cdate=2024-12-27%7Cformat=pdf%7Cpublisher=防衛省|pages=26|language=ja
43. ↑  . 陸自調査団.   [2019-05-26]. （原始内容存档于2019-05-26） （日语）.